# Kolss Cycling Team
L'equip Kolss Cycling Team (codi UCI: KLS) és un equip ciclista professional ucraïnès amb categoria continental. Creat el 2009, l'any següent va entrar a les divisions de l'UCI.

## Principals resultats
- Gran Premi de Sotxi: Vitali Buts (2013)
- Gran Premi d'Adiguèsia: Vitali Buts (2013), Andrí Khripta (2013)
- Mayor Cup: Sergiy Lagkuti (2015)
- Horizon Park Race for Peace: Denís Kostiuk (2013), Vitali Buts (2014, 2016), Sergiy Lagkuti (2015), Mykhailo Kononenko (2017)
- Horizon Park Race Maidan: Mykhailo Kononenko (2013, 2014), Oleksandr Polivoda (2015)
- Volta a Romania: Vitali Buts (2013)
- Horizon Park Classic: Denys Kostyuk (2014), Mykhailo Kononenko (2015, 2016), Oleksandr Prevar (2017)
- Volta a Eslovàquia: Oleksandr Polivoda (2014)
- Tour de Mersin: Oleksandr Polivoda (2015)
- Memorial Oleg Diatxenko: Mykhailo Kononenko (2015)
- Cinc anells de Moscou: Oleksandr Polivoda (2015)
- Gran Premi de Vínnitsia: Vitali Buts (2015)
- Gran Premi ISD: Andriy Khripta (2015)
- Memorial Józef Grundmann i Jerzy Wizowski: Adam Stachowiak (2015)
- Minsk Cup: Oleksandr Golovash (2015)
- Podlasie Tour: Andriy Vasylyuk (2015)
- Odessa Grand Prix-1: Oleksandr Polivoda (2015), Oleksandr Prevar (2016), Mykhailo Kononenko (2017)
- Odessa Grand Prix-2: Vitali Buts (2015)
- Baltic Chain Tour: Andriy Kulyk (2015)
- Black Sea Cycling Tour: Vitali Buts (2015)
- Belgrad-Banja Luka I: Vitali Buts (2016)
- Visegrad 4 Bicycle Race-GP Slovakia: Andriy Kulyk (2016)
- Memorial Roman Siemiński: Mykhailo Kononenko (2016)
- Szlakiem Grodów Piastowskich: Oleksandr Polivoda (2016)
- Tour d'Ucraïna: Serhí Lahkuti (2016), Vitali Buts (2017)
- Volta al llac Qinghai: Serhí Lahkuti (2016)
- Tour de Ribas: Andrí Vassiliuk (2016), Serhí Lahkuti (2017)
- Volta a Bulgària (nord): Serhí Lahkuti (2017)
- Volta a Bulgària (sud): Vitali Buts (2017)

### A les grans voltes
- Giro d'Itàlia
  - 0 participacions

- Tour de França
  - 0 participacions

- Volta a Espanya
  - 0 participacions

## Composició de l'equip
| \| Llista de l'equip 2016 \| Llista de l'equip 2016 \| Llista de l'equip 2016 \| Llista de l'equip 2016 \| \| Ciclista \| Data de naixement \| Equip previ \| \| \| ------------------------------------------ \| ---------------------- \| ---------------------------- \| ---------------------- \| \| Andrii Bratashchuk \| 8 de abril de 1992 \| \| \| \| Vitali Buts \| 24 de octubre de 1986 \| Lampre-ISD (2012) \| \| \| Volodymyr Dzhus \| 23 de juny de 1993 \| ISD Continental (2015) \| \| \| Oleksandr Golovash (7 de juny–5 de juny) \| 21 de setembre de 1991 \| \| \| \| Andrí Khripta \| 29 de novembre de 1986 \| Kyiv Capital Racing (2015) \| \| \| Mikhailo Kononenko \| 30 de octubre de 1987 \| Danieli (2008) \| \| \| Denís Kostiuk (1 de gen–1 de maig, Nota) \| 13 de març de 1982 \| Lampre-ISD (2012) \| \| \| Andrí Kulik \| 30 de agost de 1989 \| \| \| \| Serhí Lahkuti \| 24 de abril de 1985 \| \| \| \| Vasyl Malynivskyi \| 21 de novembre de 1992 \| \| \| \| Oleksandr Polivoda \| 31 de març de 1987 \| Atlas Personal-Jakroo (2013) \| \| \| Oleksandr Prevar \| 28 de juny de 1990 \| \| \| \| Mykyta Skorenko \| 28 de juny de 1993 \| Kyiv Capital Racing (2015) \| \| \| Matteo Spreafico \| 15 de febrer de 1993 \| Idea 2010 ASD (2015) \| \| \| Maksym Vasilyev (1 de gen–24 de oct) \| 14 de abril de 1990 \| ISD Continental (2015) \| \| \| Andrí Vassiliuk \| 29 de agost de 1987 \| Danieli (2008) \| \| \| Llibert Sendrós Juvé (10 de ago–31 de des) \| 26 de agost de 1991 \| \| \| \| \| \| \| \| \| Fonts: ProCyclingStats Cycling Archives \| \| \| \|Nota: Denís Kostiuk, canvi d'equip |                        |                              |  |
| Llista de l'equip 2016 |                        |                              |  |
| Ciclista | Data de naixement      | Equip previ                  |  |
| Andrii Bratashchuk | 8 de abril de 1992     |                              |  |
| Vitali Buts | 24 de octubre de 1986  | Lampre-ISD (2012)            |  |
| Volodymyr Dzhus | 23 de juny de 1993     | ISD Continental (2015)       |  |
| Oleksandr Golovash (7 de juny–5 de juny) | 21 de setembre de 1991 |                              |  |
| Andrí Khripta | 29 de novembre de 1986 | Kyiv Capital Racing (2015)   |  |
| Mikhailo Kononenko | 30 de octubre de 1987  | Danieli (2008)               |  |
| Denís Kostiuk (1 de gen–1 de maig, Nota) | 13 de març de 1982     | Lampre-ISD (2012)            |  |
| Andrí Kulik | 30 de agost de 1989    |                              |  |
| Serhí Lahkuti | 24 de abril de 1985    |                              |  |
| Vasyl Malynivskyi | 21 de novembre de 1992 |                              |  |
| Oleksandr Polivoda | 31 de març de 1987     | Atlas Personal-Jakroo (2013) |  |
| Oleksandr Prevar | 28 de juny de 1990     |                              |  |
| Mykyta Skorenko | 28 de juny de 1993     | Kyiv Capital Racing (2015)   |  |
| Matteo Spreafico | 15 de febrer de 1993   | Idea 2010 ASD (2015)         |  |
| Maksym Vasilyev (1 de gen–24 de oct) | 14 de abril de 1990    | ISD Continental (2015)       |  |
| Andrí Vassiliuk | 29 de agost de 1987    | Danieli (2008)               |  |
| Llibert Sendrós Juvé (10 de ago–31 de des) | 26 de agost de 1991    |                              |  |
| |                        |                              |  |
| Fonts: ProCyclingStats Cycling Archives |                        |                              |  |

| \| Llista de l'equip 2017 \| Llista de l'equip 2017 \| Llista de l'equip 2017 \| Llista de l'equip 2017 \| \| Ciclista \| Data de naixement \| Equip previ \| \| \| ----------------------------------------- \| ---------------------- \| ----------------------------- \| ---------------------- \| \| Norbert Banaszek (24 de març–31 de des) \| 18 de juny de 1997 \| Verva ActiveJet (2016) \| \| \| Adrian Banaszek (24 de març–31 de des) \| 21 de octubre de 1993 \| Verva ActiveJet (2016) \| \| \| Pavlo Bondarenko (3 de març–31 de des) \| 10 de setembre de 1996 \| \| \| \| Andrii Bratashchuk \| 8 de abril de 1992 \| \| \| \| Vitali Buts \| 24 de octubre de 1986 \| Lampre-ISD (2012) \| \| \| Volodymyr Kogut (1 de gen–10 de març) \| 28 de juliol de 1984 \| Amore & Vita-Selle SMP (2016) \| \| \| Mikhailo Kononenko \| 30 de octubre de 1987 \| Danieli (2008) \| \| \| Andrí Kulik \| 30 de agost de 1989 \| \| \| \| Serhí Lahkuti \| 24 de abril de 1985 \| \| \| \| Vasyl Malynivskyi \| 21 de novembre de 1992 \| \| \| \| Oleksandr Polivoda \| 31 de març de 1987 \| Atlas Personal-Jakroo (2013) \| \| \| Oleksandr Prevar \| 28 de juny de 1990 \| \| \| \| Llibert Sendrós Juvé \| 26 de agost de 1991 \| \| \| \| Mykyta Skorenko \| 28 de juny de 1993 \| Kyiv Capital Racing (2015) \| \| \| Vladyslav Soltasiuk (3 de març–31 de des) \| 23 de setembre de 1997 \| \| \| \| Andrí Vassiliuk \| 29 de agost de 1987 \| Danieli (2008) \| \| \| Yurii Burchenia (30 de maig–31 de des) \| 5 de maig de 1998 \| \| \| \| \| \| \| \| \| Fonts: ProCyclingStats Cycling Archives \| \| \| \| |                        |                               |  |
| Llista de l'equip 2017 |                        |                               |  |
| Ciclista | Data de naixement      | Equip previ                   |  |
| Norbert Banaszek (24 de març–31 de des) | 18 de juny de 1997     | Verva ActiveJet (2016)        |  |
| Adrian Banaszek (24 de març–31 de des) | 21 de octubre de 1993  | Verva ActiveJet (2016)        |  |
| Pavlo Bondarenko (3 de març–31 de des) | 10 de setembre de 1996 |                               |  |
| Andrii Bratashchuk | 8 de abril de 1992     |                               |  |
| Vitali Buts | 24 de octubre de 1986  | Lampre-ISD (2012)             |  |
| Volodymyr Kogut (1 de gen–10 de març) | 28 de juliol de 1984   | Amore & Vita-Selle SMP (2016) |  |
| Mikhailo Kononenko | 30 de octubre de 1987  | Danieli (2008)                |  |
| Andrí Kulik | 30 de agost de 1989    |                               |  |
| Serhí Lahkuti | 24 de abril de 1985    |                               |  |
| Vasyl Malynivskyi | 21 de novembre de 1992 |                               |  |
| Oleksandr Polivoda | 31 de març de 1987     | Atlas Personal-Jakroo (2013)  |  |
| Oleksandr Prevar | 28 de juny de 1990     |                               |  |
| Llibert Sendrós Juvé | 26 de agost de 1991    |                               |  |
| Mykyta Skorenko | 28 de juny de 1993     | Kyiv Capital Racing (2015)    |  |
| Vladyslav Soltasiuk (3 de març–31 de des) | 23 de setembre de 1997 |                               |  |
| Andrí Vassiliuk | 29 de agost de 1987    | Danieli (2008)                |  |
| Yurii Burchenia (30 de maig–31 de des) | 5 de maig de 1998      |                               |  |
| |                        |                               |  |
| Fonts: ProCyclingStats Cycling Archives |                        |                               |  |

## Classificacions UCI

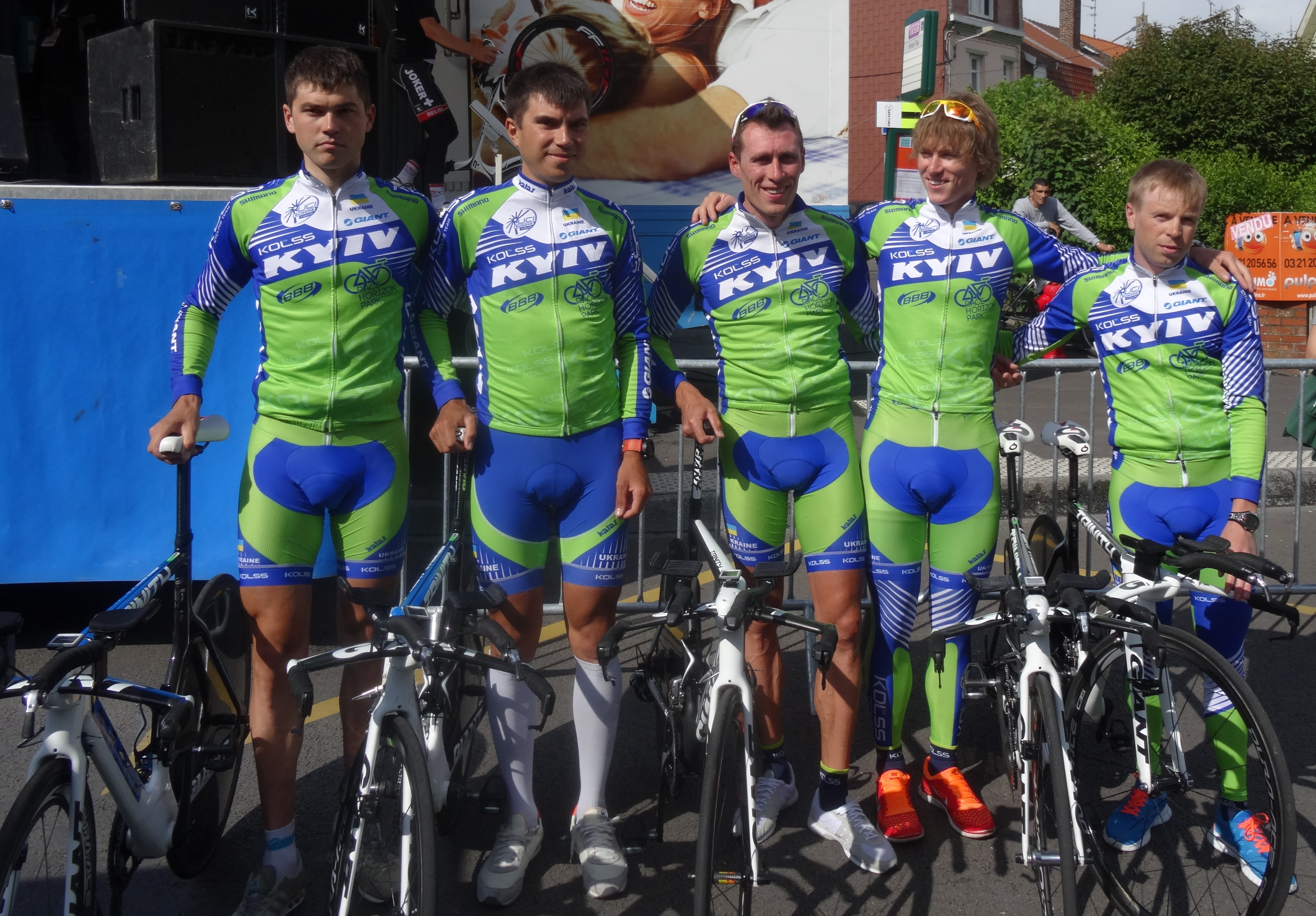
L'equip al 2014

L'equip participa en els Circuits continentals de ciclisme. La taula presenta les classificacions de l'equip al circuit, així com el millor ciclista individual.
UCI Àsia Tour
| Temporada | Classificació per equips | Millor ciclista en la classificació individual |
| --------- | ------------------------ | ---------------------------------------------- |
| 2010      | 60è                      | Mykhailo Kononenko (270è)                      |
| 2011      | 43è                      | Ievgen Filin (147è)                            |
| 2013      | 63è                      | Andriy Vasylyuk (221è)                         |
| 2014      | 5è                       | Mykhailo Kononenko (12è)                       |
| 2015      | 7è                       | Oleksandr Polivoda (15è)                       |
| 2016      | 3r                       | Serhí Lahkuti (20è)                            |
| 2017      | 20è                      | Vitali Buts (88è)                              |

UCI Europa Tour
| Temporada | Classificació per equips | Millor ciclista en la classificació individual |
| --------- | ------------------------ | ---------------------------------------------- |
| 2010      | 100è                     | Mykhailo Kononenko (709è)                      |
| 2011      | 72è                      | Mykhailo Kononenko (274è)                      |
| 2012      | 67è                      | Mykhailo Kononenko (250è)                      |
| 2013      | 13è                      | Vitali Buts (9è)                               |
| 2014      | 15è                      | Vitali Buts (14è)                              |
| 2015      | 4t                       | Vitali Buts (6è)                               |
| 2016      | 19è                      | Vitali Buts (90è)                              |
| 2017      | 15è                      | Vitali Buts (111è)                             |